# Koninklijke Zuidnederlandse Maatschappij voor Taal- en Letterkunde en Geschiedenis
De Koninklijke Zuidnederlandse Maatschappij voor Taal- en Letterkunde en Geschiedenis, afgekort KZM of KZMTLG, is een Vlaamse wetenschappelijk-culturele vereniging.
De maatschappij telt vier secties: literatuurstudie, taalkunde, klassieke studies en geschiedenis. Elke sectie levert bij beurten een voorzitter voor een driejarig niet verlengbaar mandaat. De vergaderingen zijn als het ware ontmoetingen tussen de letterenfaculteiten van de Vlaamse universiteiten, waar jonge onderzoekers hun bevindingen voordragen en publiceren in de Handelingen van de maatschappij, die sinds 1949 jaarlijks verschijnen.

## Geschiedenis
De Zuidnederlandsche Maatschappij van Taalkunde werd op 6 februari 1870 in Mechelen opgericht. De opzet van de vereniging was Nederlands-Vlaamse taalproblemen regelen. Het voorstel om een dergelijke academie te stichten kwam van de Nederlandsche Taal- en Letterkundige Congressen. Initiatiefnemers waren onder meer Jacob Heremans, Theophiel Roucourt, Hendrik Conscience, Jan Jacob Alfried de Laet, Max Rooses, Jan-Hendrik Bormans en Eugeen van Oye. Zij streefden naar een taalkundige integratie met Nederland door een gemeenschappelijke spelling te bevorderen, maar ook naar "de studie van het wezen en de geschiedenis der Nederlandsche taal", wat kaderde in het 19e-eeuwse streven naar een eigen Vlaamse academie.
De maatschappij telde maximum 50 leden. Onder meer Conscience, August Snieders, Renier Snieders, Jan Van Droogenbroeck, Anton Bergmann, Ferdinand Snellaert, Pol de Mont, Jules Persyn en Albrecht Rodenbach waren lid. Ze organiseerde verschillende activiteiten in secties, schreef prijsvragen voor de samenstelling van dialectwoordenboeken en een Vlaamse liederenbundel uit, gaf bekroonde werken uit en subsidieerde het Woordenboek der Nederlandsche Taal en een vijftal literaire en culturele manifestaties.
Zowel tijdens de Eerste als de Tweede Wereldoorlog vonden geen activiteiten plaats. Na 1945 kende de maatschappij een nieuwe bloei en in 1950 kreeg ze haar definitieve indeling in vier secties: literatuurstudie, taalkunde, klassieke studies en geschiedenis. Sinds 1960 draagt de maatschappij het predicaat "Koninklijke". Na de Tweede Wereldoorlog werd ook aan onder meer het Ruusbroecgenootschap, de toponymische bibliotheek in Leuven en de herdenking van Jozef Simons financiële steun verleend. Vanaf 1974 reikte ze ook opnieuw een tweejaarlijkse Prijs van de Zuidnederlandse uit.